# Regla de Sant Agustí

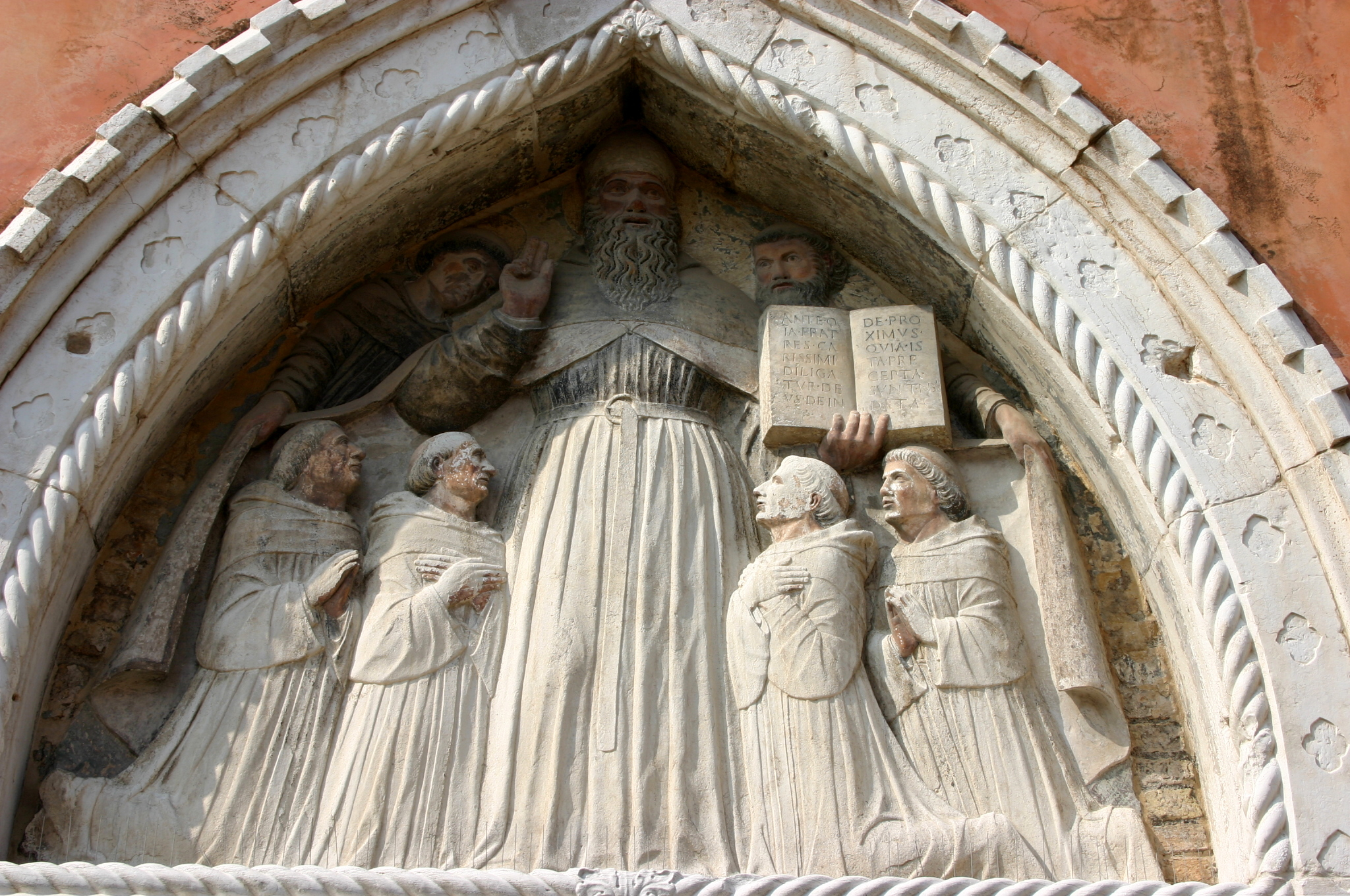
Sant Agustí envoltat de monjos agustins (escola de Padua, segle XV), relleu al timpà portal de l'antic convent agustí de Santo Stefano a Venècia. La inscripció del llibre és l'inici de la Regla de Sant Agustí: ANTE O[MN]IA FRATRES CARISSIMI DILIGATVR DEVS DEINDE PROXIMVS QVIA ISTA PR[A]ECEPTA SVNT N[O]B[IS] DATA - "En primer lloc, molt estimat germans, Déu serà estimat, després el proïsme, perquè aquestes instruccions ens han estat donades”.

La Regla de Sant Agustí, escrita cap a l'any 400, és un document breu dividit en vuit capítols i serveix d'esquema per a la vida religiosa viscuda en comunitat. És la regla monàstica més antiga de l'Església occidental.
La regla, desenvolupada per Agustí d'Hipona (354–430), regeix la castedat, la pobresa, l'obediència, el deslliurament del món, el repartiment del treball, els inferiors, la caritat fraterna, la pregària en comú, el dejuni i l'abstinència proporcionals a la força individual, atenció als malalts, silenci i lectura durant els àpats. Va entrar en ús a gran escala a partir del segle XII i continua sent emprada avui en dia per molts ordes, incloent els dominics, els servites, els mercedaris, els norbertins i evidentment, els agustins.

## Vida monàstica de Sant Agustí

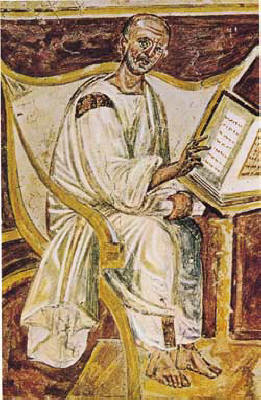
El primer retrat conegut de Sant Agustí en una fresca del, Laterà, Roma.

L'any 388, Agustí va tornar de Milà a casa seva a Thagaste. Després va vendre el seu patrimoni i va donar els diners als pobres. L'únic que conservava era la finca, que va convertir en una fundació monàstica per a ell i un grup d'amics amb els quals va compartir una vida de pregària. Més tard, com a bisbe, va convidar els seus sacerdots a compartir amb ell una vida comunitària.
Agustí va seguir la vida monàstica o religiosa tal com era coneguda pels seus contemporanis, redactant normes per als monjos i monges de l'Àfrica romana. Igual que Sant Basili, la visió d'Agustí divergia de la de l'anterior enfocament eremític d'austeritats físiques estrictes. A Els camins de l'Església catòlica, Augustin va observar les crítiques contemporànies dels mètodes dels ermitans orientals al desert egipci. Es deia que el seu aïllament extrem i l'ascètica excessiva "ja no eren productius" per a l'església o la societat. En resposta a això, "Agustí va promoure la pobresa d'esperit i la continència del cor mentre vivia en l'entorn d'un poble com Hipona".
A Hipona, els membres de la seva casa monàstica vivien en comunitat tot complint les seves obligacions pastorals. Per a Agustí, «l'amor al proïsme era simplement una altra expressió de l'amor de Déu. " Va veure que la crida al servei a l'església era una necessitat (necessitat) a ser atesa, fins i tot si comprometia un desig personal de contemplació i estudi. Un dels elements de la vida comunitària era la simplicitat de l'estil de vida. Pel que fa a l'ús de la propietat o de les possessions, Agustí no va fer virtut de la pobresa, sinó del compartir. Agustí escrivia freqüentment sobre l'oració, però no va prescriure cap mètode, sistema o postura específics; encara que avalava molt els salms.
Diversos dels seus amics i deixebles elevats a l'episcopat van imitar el seu exemple, entre ells Alipi a Tagaste, Possidi a Calama, Profutur i Fortunat a Cirta, Evodi a Uzalis i Bonifaci a Cartago.

## Orígens de la regla

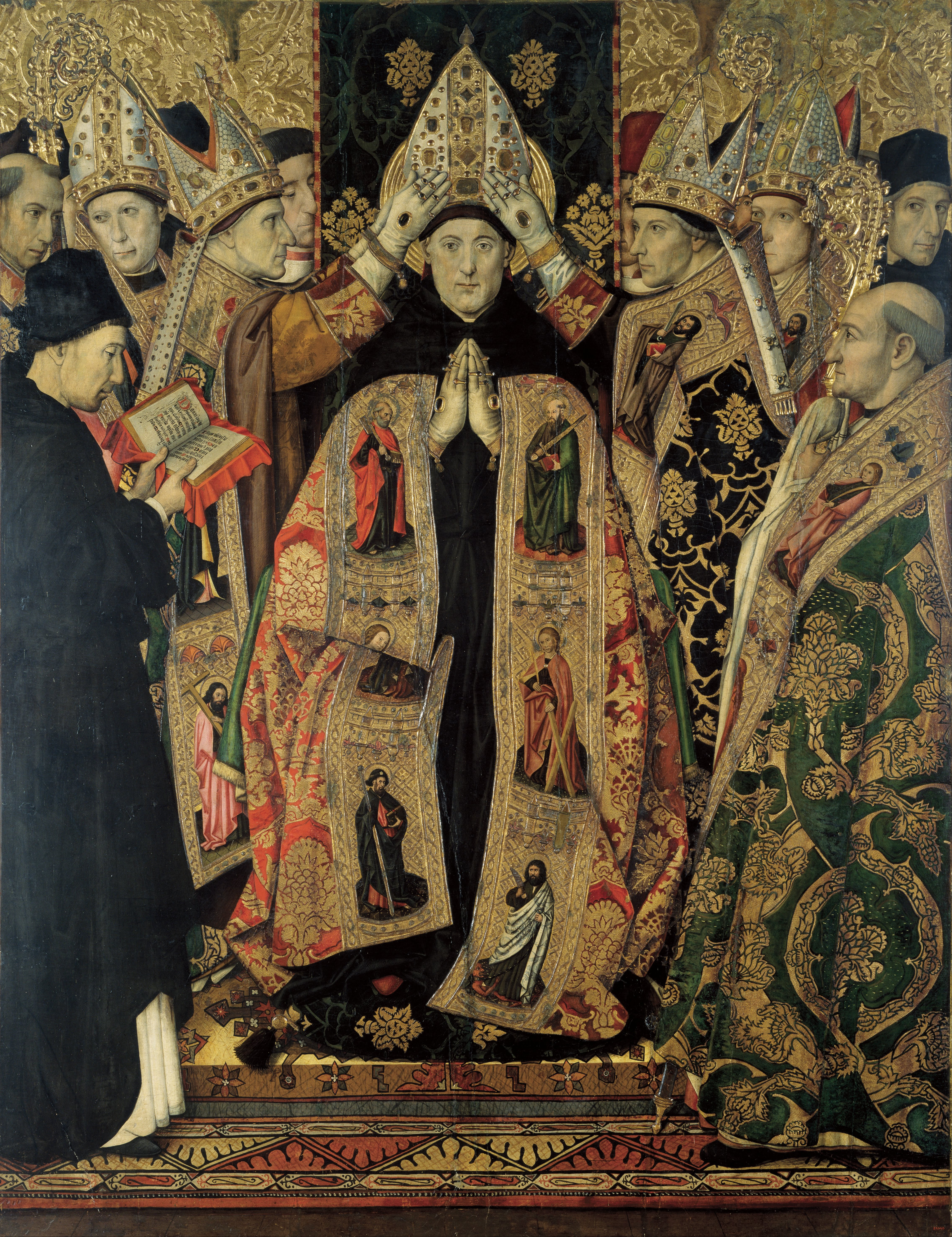
Jaume Huguet - Consagració de Sant Agustí

El títol, Regla de Sant Agustí, s'ha aplicat a cadascun dels documents següents:
- Carta 211 adreçada a una comunitat de dones;
- Els sermons 355 i 356 titulats " De vitâ et moribus clericorum suorum ";
- una part de la regla elaborada per als secretariso Consortia monachorum ;
- una regla coneguda com a Regula secunda ; i
- una altra regla anomenada: " De vitâ eremiticâ ad sororem liber ".

L'últim és un tractat sobre la vida eremítica de Sant Ælred, abat de Rievaulx, Anglaterra, que va morir el 1166. Les dues regles anteriors són d'autoria desconeguda. La carta 211 i els sermons 355 i 356 van ser escrits per Agustí.

### Carta 211

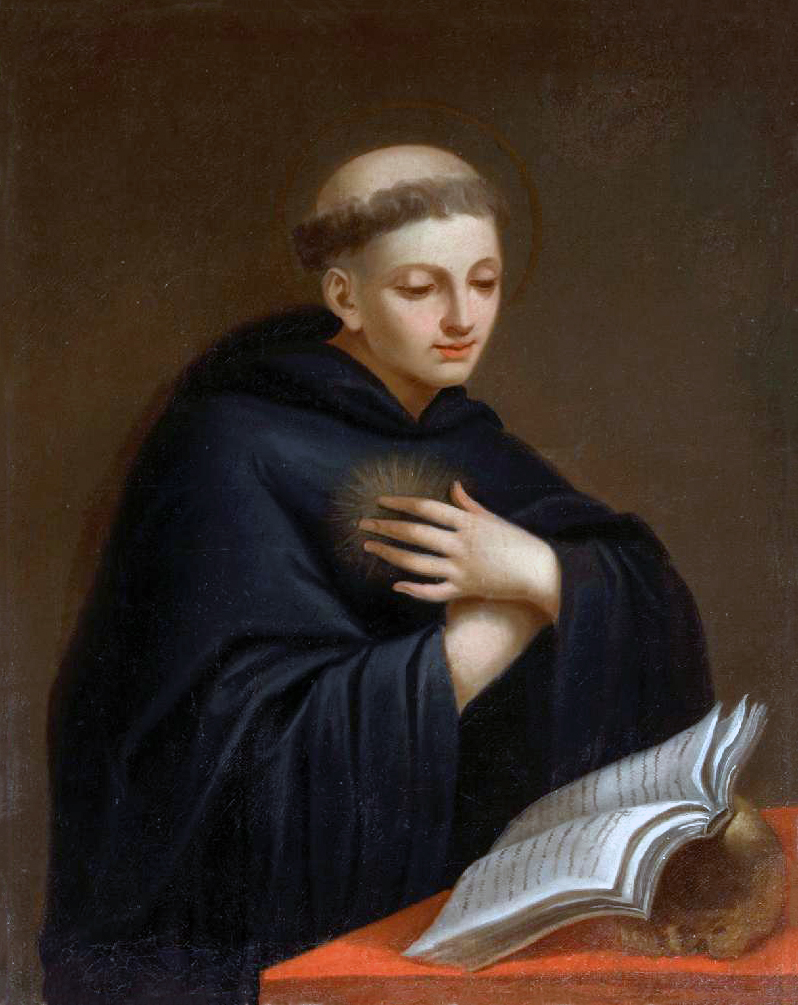
Nicolau de Tolentino (Sant'Angelo in Pontano ; 1245 - Tolentino ; 10 de setembre de 1305) va ser un sacerdot, místic catòlic italià i el primer sant de l'Orde de Sant Agustí.

Sant Agustí va escriure aquesta carta l'any 423 a les monges d'un monestir d'Hipona que havia estat governat per la seva germana i on vivien la seva cosina i neboda. Tot i que va escriure principalment sobre els problemes tranquils relacionats amb la nominació d'un nou superior, Agustí va aprofitar l'ocasió per parlar d'algunes de les virtuts i pràctiques essencials de la vida religiosa tal com ell l'entenia: va posar èmfasi en consideracions com la caritat, la pobresa, l'obediència, el despreniment de el món, el repartiment del treball, els deures mutus dels superiors i els inferiors, la caritat fraterna, la pregària en comú, el dejuni i l'abstinència proporcionals a la força de l'individu, la cura dels malalts, el silenci i la lectura durant els àpats. Aquesta carta no conté prescripcions tan clares i minucioses com les que es troben en altres regles monàstiques, com la de Sant Pacomi o el document anònim conegut com "la Regla del Mestre ". No obstant això, es considera que el bisbe d'Hipona va ser un "donador de lleis" i la seva carta s'havia de llegir setmanalment, perquè les monges poguessin protegir-se o penedir-se de qualsevol infracció. Considerava la pobresa el fonament de la vida monàstica però no donava menys importància a la caritat fraterna, que consisteix a viure en pau i concòrdia. Al superior, en particular, se li va recomanar practicar aquesta virtut (tot i que no, és clar, fins a l'extrem d'ometre castigar els culpables). Agustí la deixa lliure per determinar la naturalesa i la durada del càstig imposat, sent en alguns casos el seu privilegi fins i tot expulsar les monges que s'han tornat incorregibles.
En la concepció d'Agustí, la superiora comparteix els deures del seu ofici amb determinats membres de la seva comunitat, un dels quals s'encarrega dels malalts, un altre del celler, un altre de l'armari, mentre que un altre és el guardià dels llibres que ella és. autoritzat a repartir entre les germanes. Les monges fan els seus propis hàbits, que consisteixen en un vestit, un cinturó i un vel. L'oració, en comú, ocupa un lloc important en la seva vida, essent dita a la capella a hores determinades i segons les formes prescrites, i comprèn himnes, salms i lectures. Algunes oracions es reciten simplement mentre que d'altres, especialment indicades, es canten, però Agustí no entra en detalls minuciosos, i deixa al costum de la diòcesi local, tot i que dels seus altres escrits es desprèn que la comunitat celebra diàriament l'Eucaristia amb el local. Església. Les germanes que desitgin portar una vida més contemplativa poden seguir devocions especials en privat.
El dejuni i l'abstinència només es recomana en proporció a la força física de l'individu, i quan el sant parla de dejuni obligatori especifica que els que no poden esperar l'àpat del vespre o de la novena hora poden menjar al migdia. Les monges feien menjar molt frugal i, amb tota probabilitat, es van abstenir de carn. Els malalts i els malalts són objecte de la més tendra cura i sol·licitud, i es fan certes concessions a favor dels qui, abans d'entrar en religió, portaven una vida de luxe. Durant els àpats s'ha de llegir en veu alta a les monges algun tema instructiu. Tot i que la Regla de sant Agustí conté només uns quants preceptes, s'estén molt sobre les virtuts religioses i la vida ascètica, que és característica de totes les normes primitives.

### De vitā et moribus clericorum suorum (Sobre la vida i les pràctiques del seu clergat)
En els seus sermons 355 i 356 el sant parla sobre l'observança monàstica del vot de pobresa. Agustí va intentar dissipar les sospites albergades pels fidels d'Hipona contra el clergat que portava una vida monàstica amb ell a la seva residència episcopal. Els béns es tenien en comú d'acord amb la pràctica dels primers cristians. Això es deia "la Regla Apostòlica". Al mateix temps, els individus no reben precisament el mateix tracte a la Regla d'Agustí, ja que les necessitats de cada persona són diferents.

### De opere monachorum
El bisbe Aureli de Cartago es va veure molt pertorbat per la conducta dels monjos que es dedicaven a la ociositat amb el pretext de la contemplació i, a petició seva, Sant Agustí va publicar un tractat titulat De opere monachorum on demostra, amb l'autoritat de la Bíblia, l'exemple dels apòstols., i fins i tot les exigències de la vida, que el monjo està obligat a dedicar-se a un treball seriós. En diverses de les seves cartes i sermons es troba un complement útil al seu ensenyament sobre la vida monàstica i els deures que imposa. En el seu tractat, De opere monachorum, inculca la necessitat del treball, sense, però, sotmetre-lo a cap regla, la consecució del seu mitjà de vida el fa indispensable. Els monjos, per descomptat, dedicats al ministeri eclesiàstic observen, ipso facto, el precepte del treball, del qual es dispensa legítimament l'observança dels malalts.
Aquestes són, doncs, les prescripcions monàstiques més importants que es troben en la regla i els escrits de sant Agustí.

### De vitā eremiticā ad sororem liber
"De vitâ eremiticâ ad sororem liber" és un tractat sobre la vida eremítica de Sant Ælred, abat de Rievaulx, Anglaterra, que va morir el 1166.

## Influència altmedieval

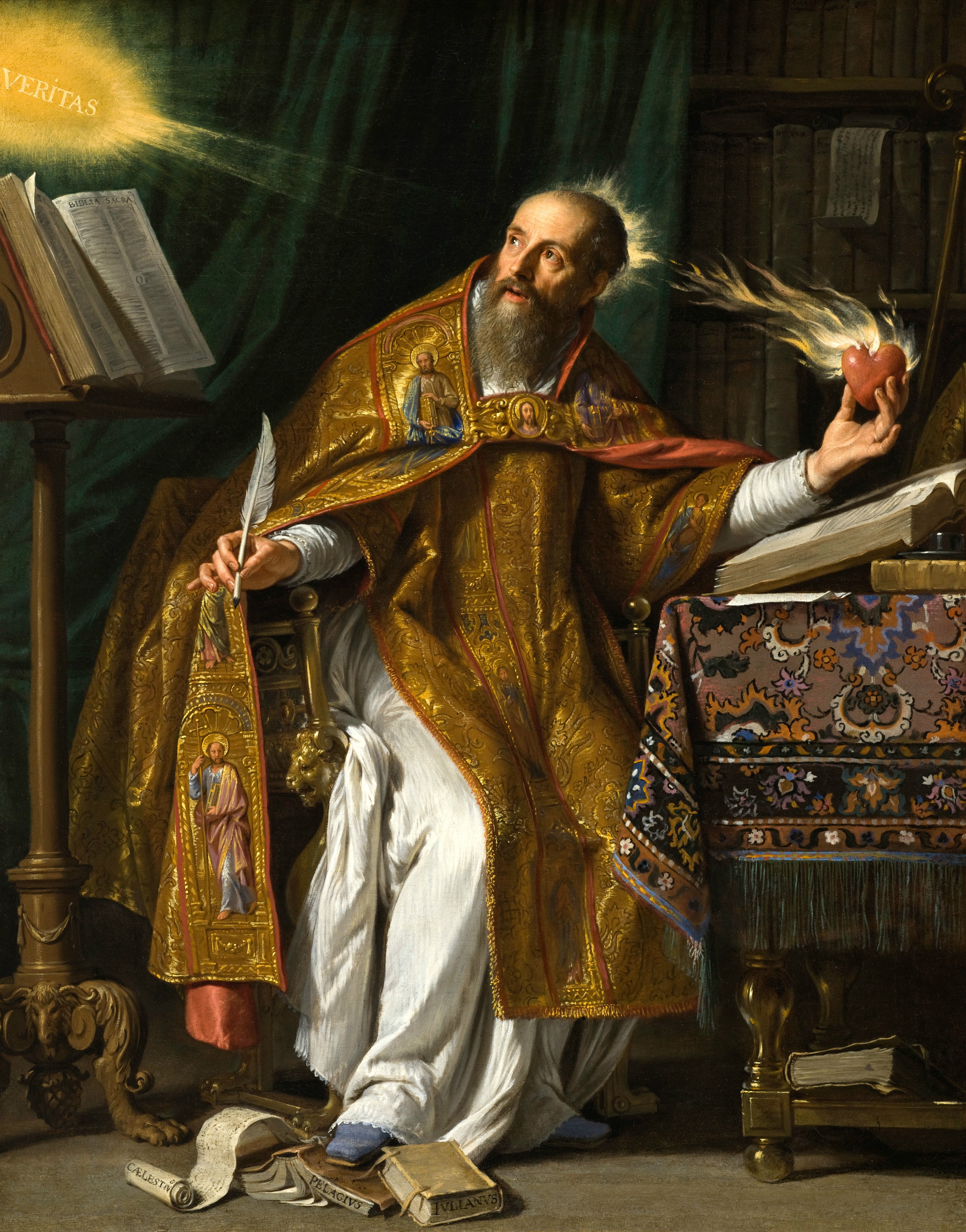
Sant Agustí per Philippe de Champaigne.

Entre el 430 i el 570, el domini d'Agustí va ser portat a Europa per monjos i clergues que fugien de la persecució dels vàndals, i va ser utilitzat per petits grups de monjos i monges ermitans, així com per sacerdots diocesans que vivien en comunitats catedralicies amb el seu bisbe.
Els escrits d'Agustí van influir en el desenvolupament del monaquisme occidental. La seva Carta 211 va ser llegida i rellegida per sant Benet, que n'ha manllevat diversos textos importants per a la seva inserció en la seva pròpia regla. El capítol de sant Benet sobre el treball dels monjos està inspirat en el tractat De opere monachorum. L'ensenyament sobre la pobresa religiosa es formula en els sermons "De vitâ et moribus clericorum suorum".
La influència d'Agustí, però, no va ser més forta que al sud de la Gàl·lia als segles V i VI. Lérins i els monjos d'aquella escola estaven familiaritzats amb els escrits monàstics d'Agustí, que, juntament amb els de Cassianus, eren la mina de la qual s'extreien els principals elements de les seves regles. Sant Cesari, arquebisbe d'Arles, el gran organitzador de la vida religiosa d'aquella secció va triar alguns dels articles més interessants de la seva regla per als monjos de sant Agustí, i en la seva regla per a monges citada extensament de la carta 211. Els sants Agustí i Cesari estaven animats pel mateix esperit que va passar de l'arquebisbe d'Arles a sant Aurelià, un dels seus successors i, com ell, donador monàstic. La influència d'Agustí es va estendre també als monestirs de dones de la Gàl·lia, on la Regla de Cesari es va adoptar totalment o en part, com, per exemple, a Sainte-Croix de Poitiers, Juxamontier de Besançon i Chamalières prop de Clermont.
Però no sempre n'hi havia prou amb adoptar els ensenyaments d'Agustí i citar-lo; l'autor de la regula Tarnatensis (un monestir desconegut a la vall del Roine ) va introduir a la seva obra tot el text de la carta adreçada a les monges, havent-lo adaptat prèviament a una comunitat d'homes fent-hi lleugeres modificacions. Aquesta adaptació es va fer segurament en altres monestirs dels segles VI o VII, i en el seu "Codex regularum" Sant Benet d'Aniane va publicar un text semblant modificat.
A falta d'informació exacta no podem dir en quins monestirs es va fer això i si eren nombrosos. La carta 211, que s'ha convertit així en la Regla de Sant Agustí, va constituir, certament, una part de les col·leccions conegudes amb el nom general de "Regles dels Pares" i utilitzades pels fundadors dels monestirs com a base per a les pràctiques de la vida religiosa. No sembla haver estat adoptat per les comunitats regulars de canonges o d'escrivàs que es començaren a organitzar als segles VIII i IX. La regla que els va donar sant Chrodegang, bisbe de Metz (742-766), està gairebé totalment extreta de la de sant Benet, i no s'hi troben rastres més decidits d'influència agustiniana que en les decisions del Sínodes d'Aix-la-Chapelle (816–819), que poden considerar-se les constitucions reals dels canons regulars. Per a aquesta influència cal esperar la fundació de les comunitats clericals o canòniques establertes al segle XI per contrarestar efectivament la simonia i el concubinat clerical.
La vida religiosa del bisbe d'Hippo va ser, durant molt de temps, objecte de disputa entre els canonges regulars i els ermitans de Sant Agustí, cadascuna d'aquestes dues famílies el reclamaven exclusivament com a seu. No va ser tant l'establiment d'un fet històric com la resolució d'una pretensió de preferència el que va causar el problema, i com que ambdues parts no podien en la dreta, la baralla hauria continuat indefinidament si el papa Sixt IV no hagués posat fi. la seva Butlla "Summum Silentium" (1484).

## Adopció medieval

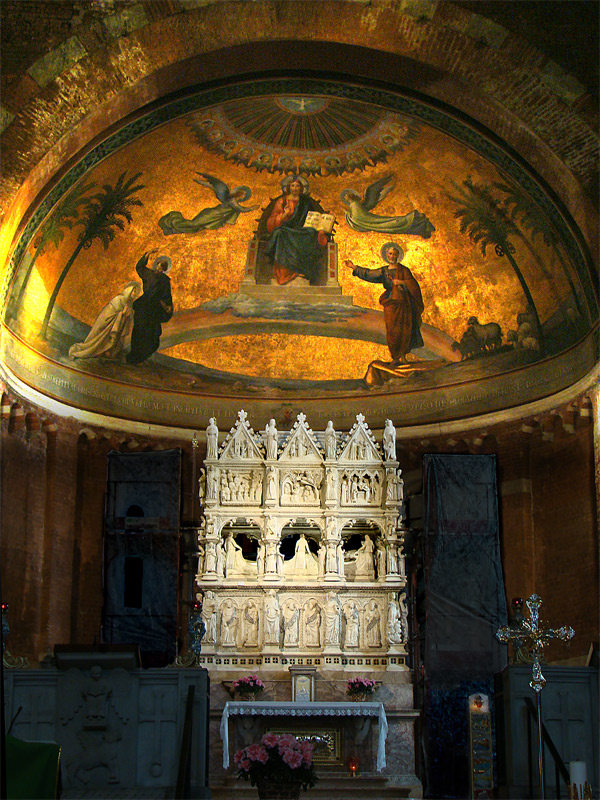
Tomba de Sant Agustí a Lombardia, Pavia.

Al segle XI, diversos monjos consideraven que la Regla de Sant Benet (que havia estat el model estàndard de la vida monàstica durant els darrers cinc segles) ja no era suficient per a les demandes d'una societat que canviava ràpidament, amb la seva urbanització creixent, l'alfabetització creixent i canvis en la distribució de la riquesa i el poder. Tot i que en alguns casos això va donar lloc a reformes destinades a restaurar l'observança de la Regla benedictina a la seva puresa original, eliminant les addicions posteriors, també es van desenvolupar grups de clergues (o "canòniques") que vivien en comunitat amb un estil de vida més rigorosament ascètic que el que comportava la Regla de Sant Benet, seguint el conjunt de textos antics conegut com a 'Regla de Sant Agustí'. Aquests clergues eren àmpliament coneguts com a canonges regulars (per a distingir-los dels canonges "seculars" tradicionals que seguien l'antiga "regla carolingia d'Aquisgrà"), o "canonges de Sant Agustí", l'observança d'aquesta regla va ser aprovada per als membres del clergat pel Concili Laterà (1059) i un altre concili celebrat a Roma quatre anys més tard.
L'adopció de la Regla de Sant Agustí es va estendre posteriorment ràpidament per Europa occidental. Els primers canonges victorins van adoptar la Regla de Sant Agustí el 1113. L'any 1120, Norbert de Xanten va escollir la Regla de Sant Agustí quan va fundar l'orde Premonstratense. Va ser adoptat per Joan de Matha el 1198 en la fundació de l'orde Trinitari. Al IV Concili Laterà (1215) fou acceptat com una de les normes aprovades de l'església. Després va ser adoptat per l'orde dels Predicadors el 1216 quan el seu orde va rebre el reconeixement papal. També va ser adoptat per l'Orde de Sant Agustí el 1256, per l'Orde de Sant Pau Primer Ermità el 1308 i per l'Orde de la Misericòrdia. Al segle XV hi havia més de 4500 cases a Europa seguint la regla. Més de 150 comunitats el segueixen avui.

## Famílies religioses afiliades a la regla de Sant Agustí
Diferents ordes o comunitats religioses viuen o han viscut sota l'autoritat del govern de Sant Agustí:
- els Premonstratencs de sant Norbert ;
- els germans predicadors de Santo Domènec, els qui van ser inspirats pels premonstratencs;
- els Antonins o hospitalaris de sant Antoni;
- els canonges Regulars de Sant Agustí (CRSA), federació de comunitats de canonges regulars creada el 1959;
- els ermitans de Sant Agustí, agustins com a orde mendicant, canviat a l'orde de Sant Agustí el 1969 (ordo fratrum sancti Augustini, OSA);
- les agustines de l'orde de Penitència de Magdalena ;
- els canonges regulars de la Mare de Déu ;
- l'Orde de Sant Jeroni ;
- l'Orde Hospitalari de Sant Joan de Déu ;
- l'Orde d'Hospitalaris de Charité-Notre-Dame ;
- els assumpcionistes o agustins de l'Assumpció;
- els servites ;
- els trinitaris ;
- els mercedaris ;
- els templers, als seus inicis, també van seguir la regla de sant Agustí, complementada per una regla pròpia;
- els canonges regulars de San Maurici d'Agaune.
- els canonges de l'orde de Sant Jaume

Algunes ordes religioses femenines segueixen una regla escrita per Agustí d'Hipona per a la seva germana. Es poden esmentar els agustins, les canonges de Saint-Sernin a Tolosa, i les ordes que provenen d'ells, les filles de la divina Caritat, etc.